# 阿納托利·伊萬諾維奇·巴拉諾夫
阿納托利·伊萬諾維奇·巴拉諾夫（ Анатолий Иванович Баранов，1953年6月13日—1986年5月20日）是一位烏克蘭裔蘇聯工程師。1986年4月26日車諾比核災發生當晚，他正在車諾比核電廠擔任值班電工。

## 車諾比核電廠
1978年6月，他在車諾比核電廠開始了職業生涯。他曾擔任過服務電工、電池修理工以及電氣車間的高級線路電工。1982年，他以缺席形式從基輔理工學院電機工程畢業。
1986年4月26日，阿納托利·伊萬諾維奇·巴拉諾夫在電氣車間執行第五班的工作。他成功將第三、四台發電機組的渦輪發電機由氫氣切換為氮氣，防止了機艙爆炸和火災。1986年5月20日，阿納托利·伊萬諾維奇·巴拉諾夫因急性放射病在莫斯科第六臨床醫院去世。